# 오노성 (아이치현 이치노미야시)
오노성(일본어: 大野城 오노조[*])은 아이치현 이치노미야시에 있었던 성이다.

## 역사
센고쿠 시대 ~ 아즈치모모야마 시대
축성연대는 알려져 있지 않다. 전 교토의 이와시미즈 하치만 궁의 신관이였던 오노 하루사다가 하향해, 오다 노부나가의 명으로 성채를 축성했다. 이 지역은 미노와 오와리의 경계지역에 가까웠기 때문에 노부나가의 미노 공략 거점으로 사용했다. 아마 이 무렵인 1560년대에 축성되었을 것으로 보인다. 1584년 고마키·나가쿠테 전투에서 하시바 히데요시의 성채로 사용되었고, 1600년 세키가하라 전투의 전초전인 고다 기소 강 도하 전투에서 동군측에 가담한 히토쓰야나기 나오모리가 사용했다. 그 후, 성이 존속년에 관해서는 불문명하고, 폐성년도도 알려져 있지 않다. 다이쇼 연간(1912년 ~ 1926년) 하천의 치수사업으로 성의 성루는 철거되었고, 현재에는 오노 고쿠라쿠지 공원(大野極楽寺公園)으로 정비되어 그 일부가 되었고, 성이 있었다는 것을 알려주는 석비만 세워져있다.

## 관광
교통
- 메이테쓰 이치노미야 역에서 하차
  - 〈가와시마〉방면 메이테쓰 버스로 환승해 오노 정류장에서 하차.

주변 문화시설 및 관광명소
- 오노 고쿠라쿠지 공원
- 마스미다 신사

## 같이 보기
- 세키가하라 전투